# 阿爾貝特 (邁森藩侯)
阿尔貝特·约瑟夫·玛利亚·弗朗茨-萨维尔（德語：Albert Joseph Maria Franz-Xaver，1934年11月30日—2012年10月6日），迈森藩侯，韋廷王朝阿爾貝系族长，萨克森王國王位继承人。是萨克森王室首领腓特烈·克里斯蒂安与妻子图恩-塔克西斯的伊丽莎白·海伦公主的次子。萨克森王室前任首领玛利亚·埃曼努埃尔的亲弟弟。2012年7月23日，哥哥去世后成为萨克森王室首领。
1980年4月10日，王子在慕尼黑与埃尔迈拉·亨克结婚，二人没有子女。1997年，阿尔貝特王子与家族中的所有成员一起，签署了一份条约。其中规定哥哥玛利亚·埃曼努埃尔亲王去世后自己将即位为萨克森王室首领。
2012年7月23日，哥哥去世后成为萨克森王室首领。因为阿爾貝特没有子女，去世后王室首领的头衔可能会传给他的外甥亚历山大·德·阿菲夫（阿爾貝特的姐姐安娜公主的长子）及其后裔，也可能会按照萨利克继承法传给堂侄鲁迪格王子（末代国王弗里德里希·奥古斯特三世的幼子恩斯特·海因里希王子的长孙）及其后裔。